# Arte figurativa
L'arte figurativa, a differenza dell'arte astratta, riguarda la rappresentazione di immagini riconoscibili del mondo intorno a noi, a volte fedeli e accurate, a volte altamente distorte.
Alcuni degli stili artistici sono essenzialmente figurativi come gli stili del Rinascimento, Barocco e del Realismo. Per contro, molti movimenti più recenti come l'Impressionismo o l'Espressionismo sono anche figurativi, ma meno preoccupati per il mimetismo con la realtà. Infine, il Fotorealismo e l'Iperrealismo sono movimenti attuali di rappresentazione di soggetti riconoscibili.
Il termine arti figurative viene anche usato per denotare collettivamente le attività artistiche che si basano sulle figure, cioè pittura, disegno, grafica, architettura, scultura e altre arti plastiche.

## Il figurativo moderno
Con figurativo moderno o figurativismo si intende lo stile pittorico e scultoreo degli artisti che, dal secondo dopoguerra in poi, hanno scelto di mantenere e rinnovare la rappresentazione artistica volta al reale e alla mimesi. Il figurativo moderno si oppone alla scelta, preponderante dagli anni Cinquanta agli anni Settanta, di abbandonare completamente la pittura e la scultura come forme d'arte, preferendo a queste l'arte concettuale, l'informale e le arti performative.

### Figurativismo italiano
L'arte figurativa moderna italiana nasce sulle ceneri del gruppo Novecento di Margherita Sarfatti, artisti spesso già appartenuti alle avanguardie e poi entrati sotto la protezione culturale del regime fascista. Alla sua caduta molti artisti divennero antifascisti e furono elevati nel panorama artistico nazionale, come Renato Guttuso, altri proseguirono ad operare seppur tacciati di aver lavorato per il regime da poco caduto, perdendo così notorietà, come lo scultore Arturo Dazzi. 
Col ritorno, dopo la lunga prigionia, del maestro Aldo Carpi all'Accademia di Brera a Milano, in ambito lombardo nasce un nuovo impulso della pittura figurativa, come a voler creare un cenacolo artistico che ricostruisse l'atmosfera di Montmartre a Milano. I pittori e gli scultori abbandonano gli stili dell'arte di regime (cancellando anche il meglio che si era prodotto) e si lasciano ispirare dalla pittura impressionista e paesaggista, da alcune forme di espressionismo e dallo stile di vita della pittura en plein air. 
In Italia questo stile sarà nel Secondo Novecento quello popolare e più vicino al linguaggio che la gente conosce, mentre la critica, alcune gallerie e le riviste d'arte prenderanno completamente le distanze da questo mondo creando una profonda frattura tra il mondo dell'arte e il gusto popolare. 
Non tutti i prodotti artistici del figurativismo sono stati eccellenti, soprattutto quando è intervenuto il dilettantismo a corromperlo. Altri hanno raggiunto risultati molto elevati e oggi sono in corso di rivalutazione. 
In particolare i prodotti nell'ambito dell'arte sacra contemporanea, sull'onda delle scelte in ambito artistico di Papa Paolo VI. 
Molte opere del figurativismo sacro sono esposte anche nella sezione di arte contemporanea dei Musei Vaticani o presso la stessa Collezione Paolo VI di Concesio (Brescia). 
Tra i maggiori artisti del figurativo moderno del secondo Novecento, con diversi percorsi di vita, ma che hanno fatto della figura la loro materia d'arte, possiamo elencare: Piero Agnetti, Pietro Annigoni, Dina Bellotti, Floriano Bodini,  Corrado Cagli, Aldo Carpi, Oreste Carpi, Felice Casorati,  Primo Conti, Giovanni Battista De Andreis, Oscar Di Prata, Salvatore Fiume,  Franco Gentilini,  Renato Guttuso,  Trento Longaretti, Stefania Massaccesi, Guido Marzulli,  Fausto Pirandello, Valerio Pilon, Gian Piero Restellini, Mario Rudelli, Lello Scorzelli, Antonio Stagnoli, Amerigo Tot, Mario Venzo. Scultori figurativi maggiori del 1900 sono Giacomo Manzù, Marino Marini, Arturo Martini, Francesco Messina, Felice Mina.

## Normative
La Sezione OLAF (Opere Letterarie ed Arti Figurative) della SIAE amministra le opere di tutte le Arti visive.

## Galleria d'immagini

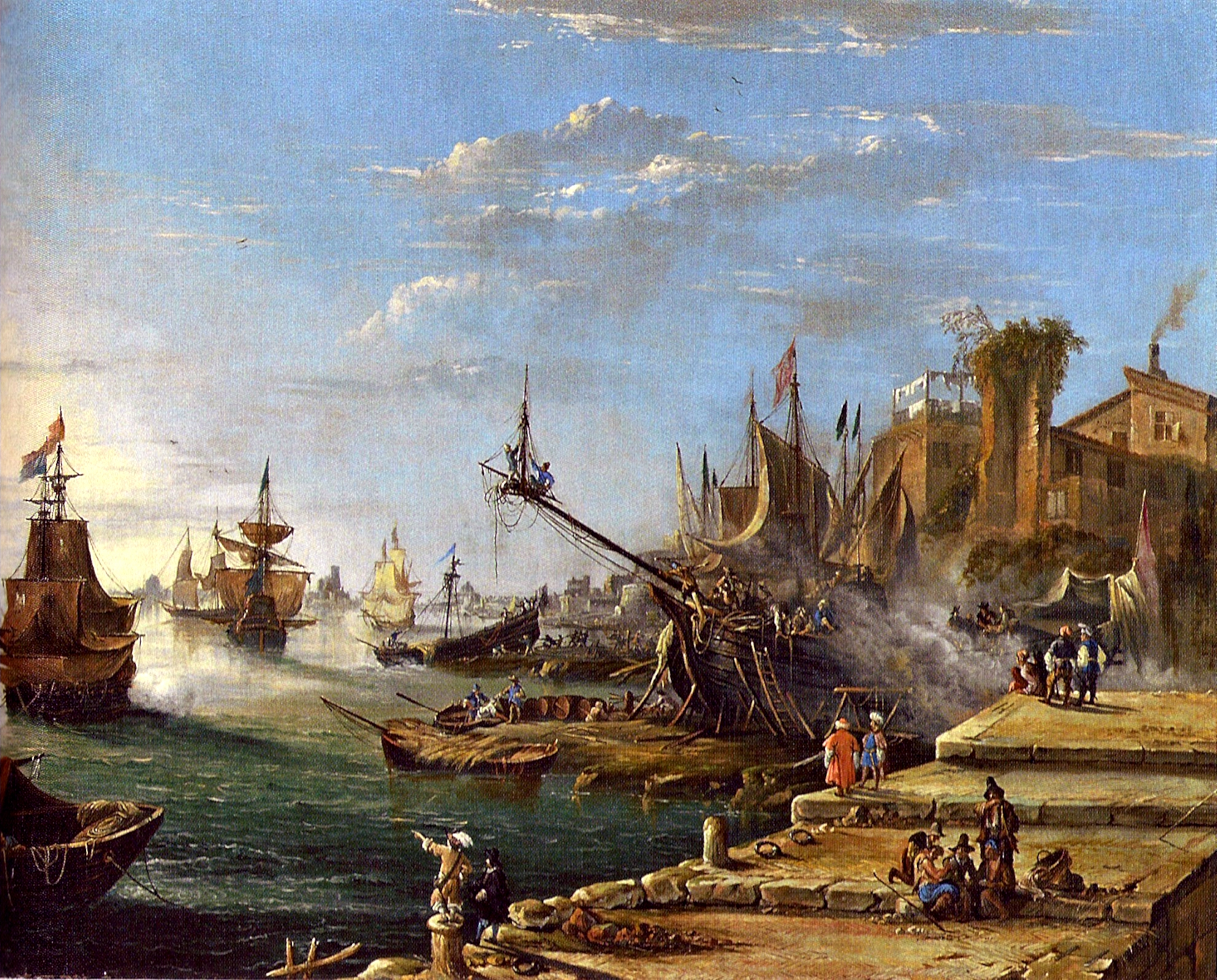
Ein Meerhafen ("Un porto marittimo"), un paesaggio figurativo dell'artista austriaco Johann Anton Eismann (1604–1698)
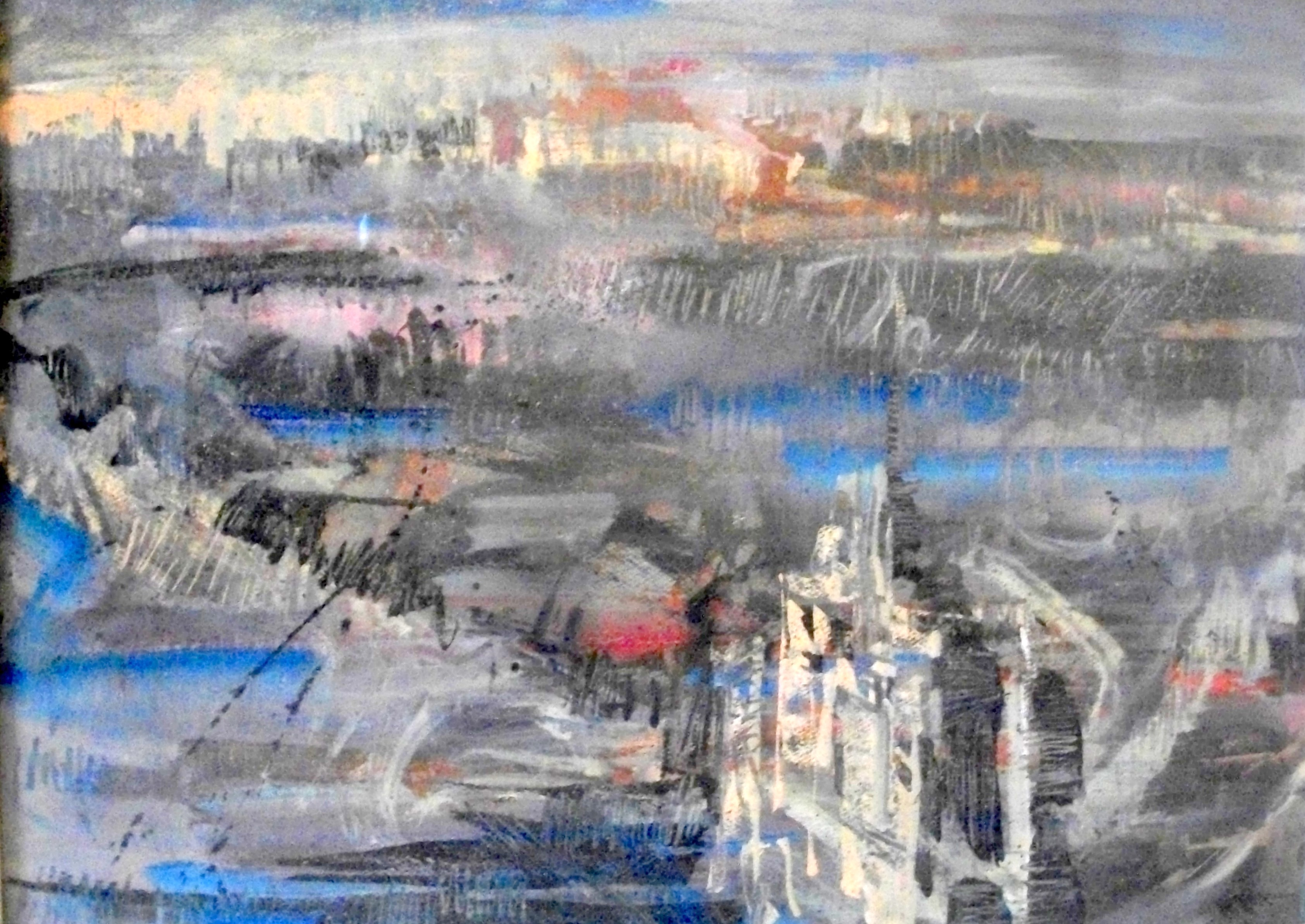
Paesaggio espressionista astratto senza titolo dell'artista americano Jay Meuser (1911-1963)
Jean Auguste Dominique Ingres, Le Bain Turc (Il bagno turco), 1862, olio su tela, 108 × 110 cm, Louvre, Parigi
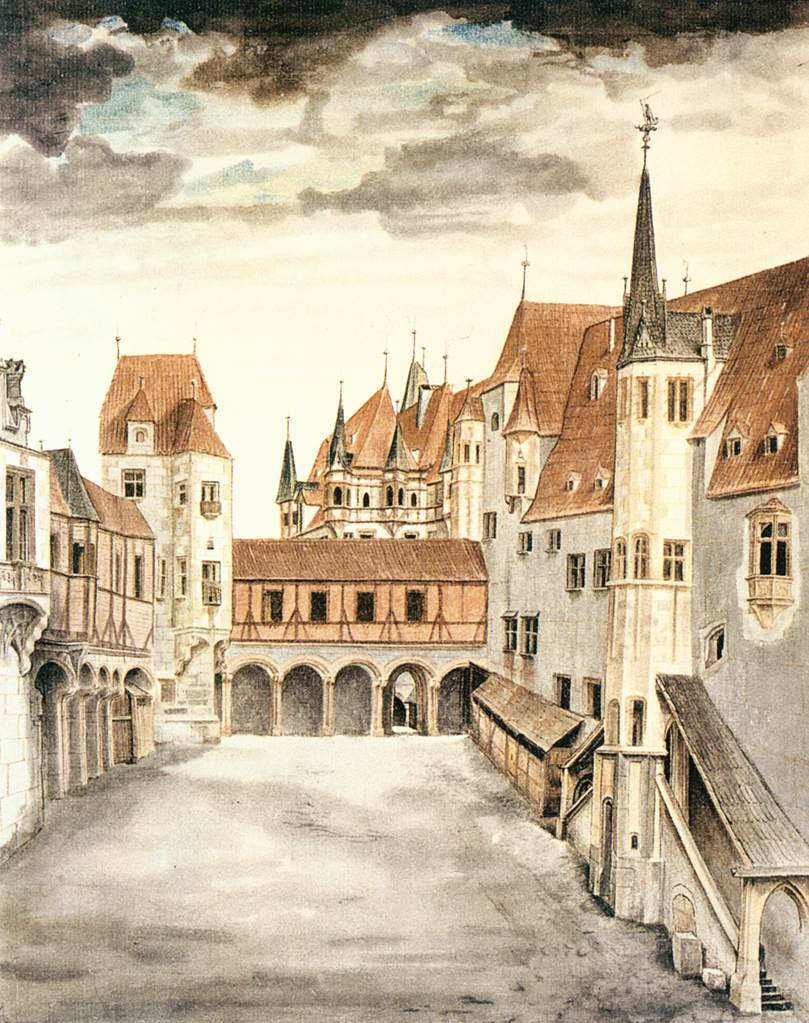
Albrecht Dürer (1494) Cortile del castello di Innsbruck
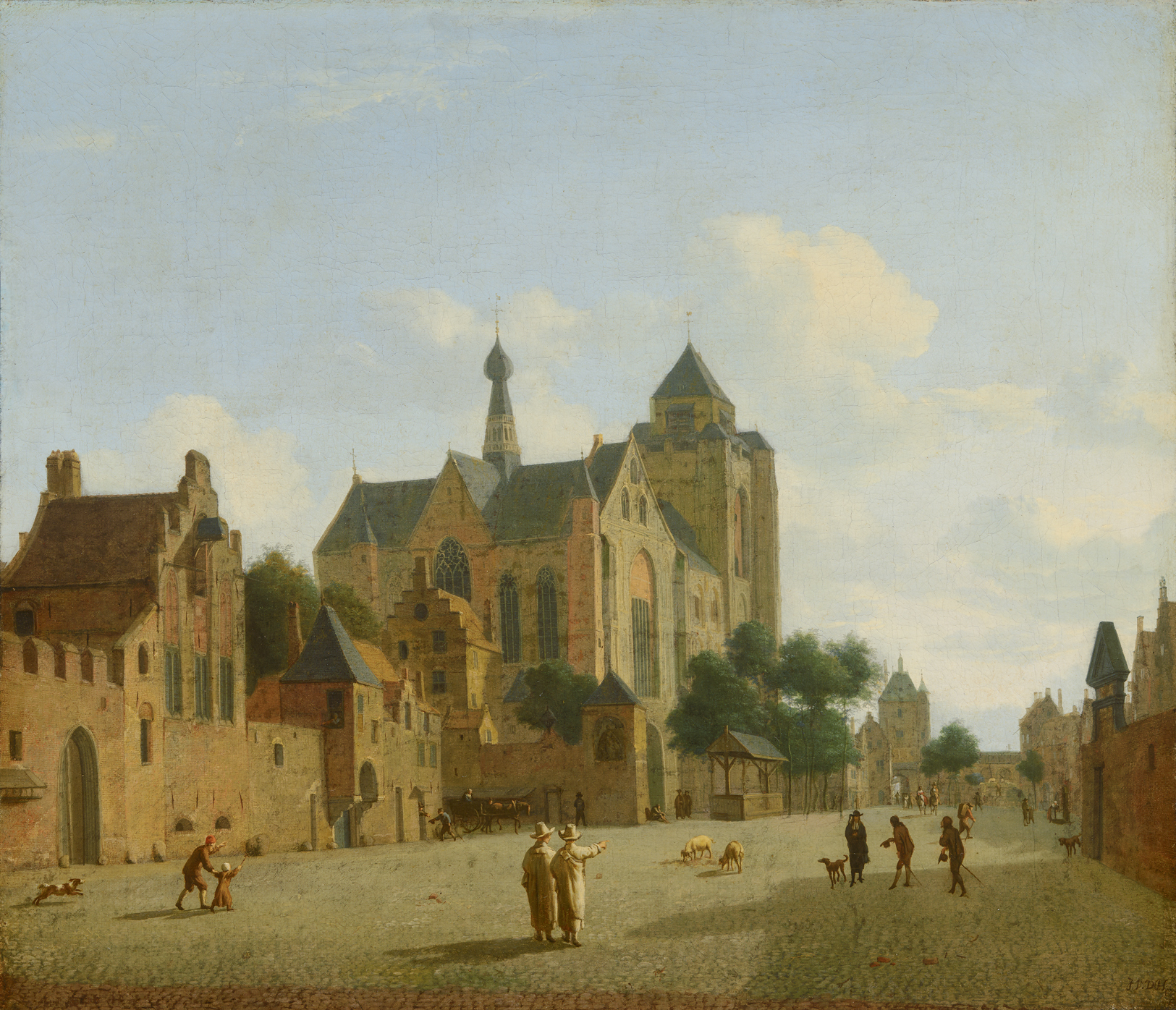
Jan van der Heyden (1652) La chiesa di Veere
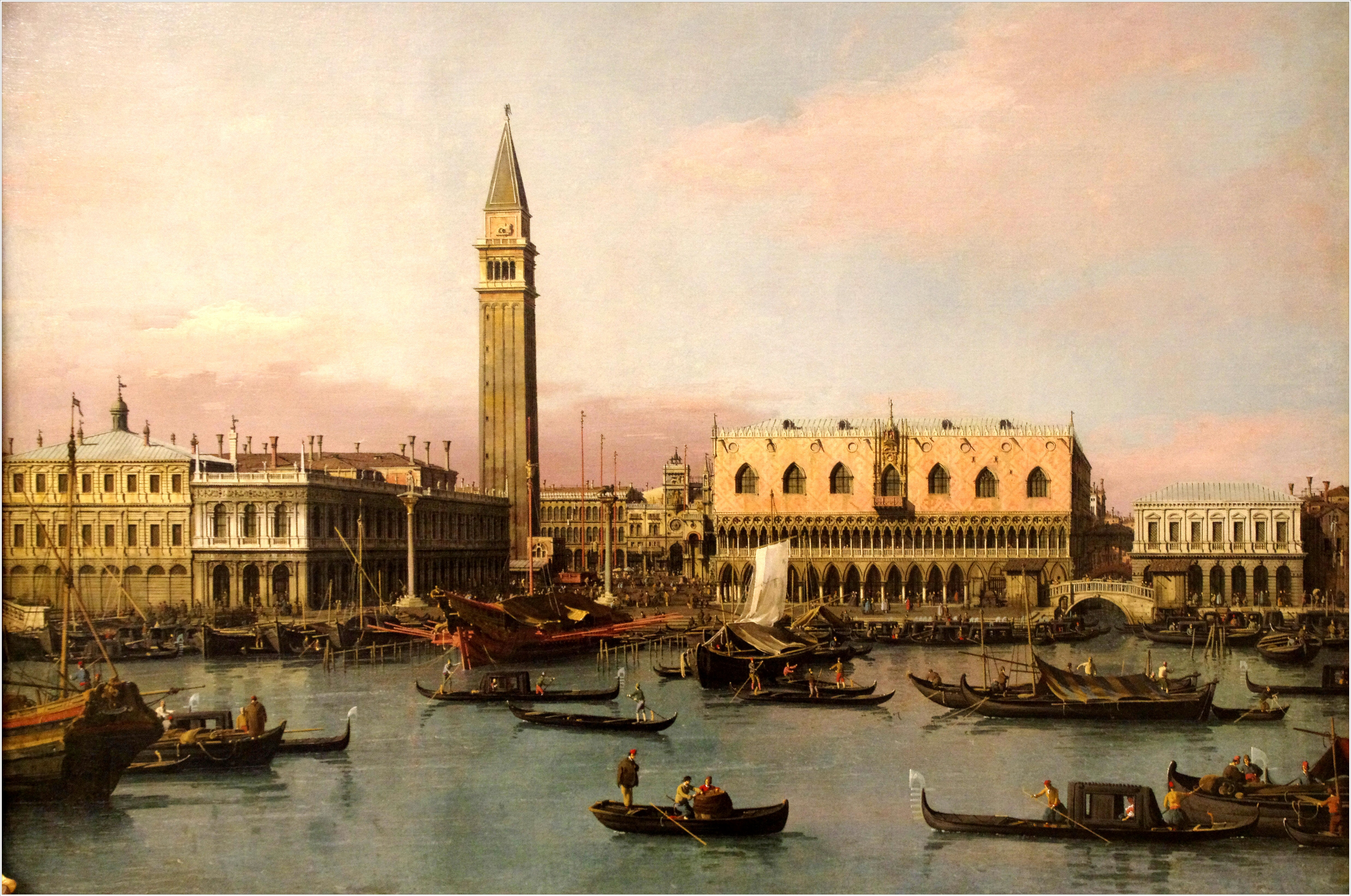
Canaletto (1737 ca.) Veduta della Piazzetta e del Bacino di San Marco a Venezia
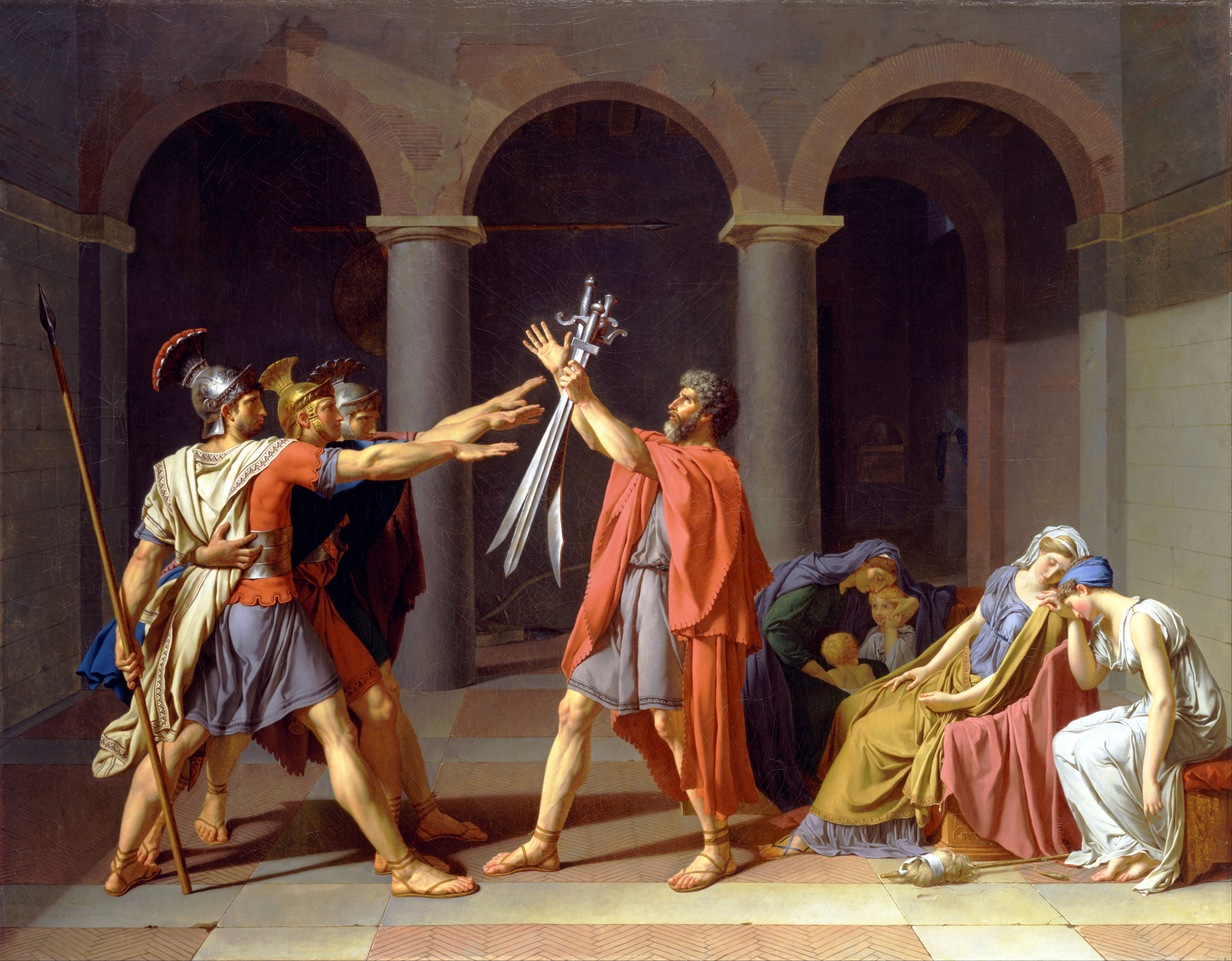
Jacques-Louis David (1786) Giuramento degli Orazi
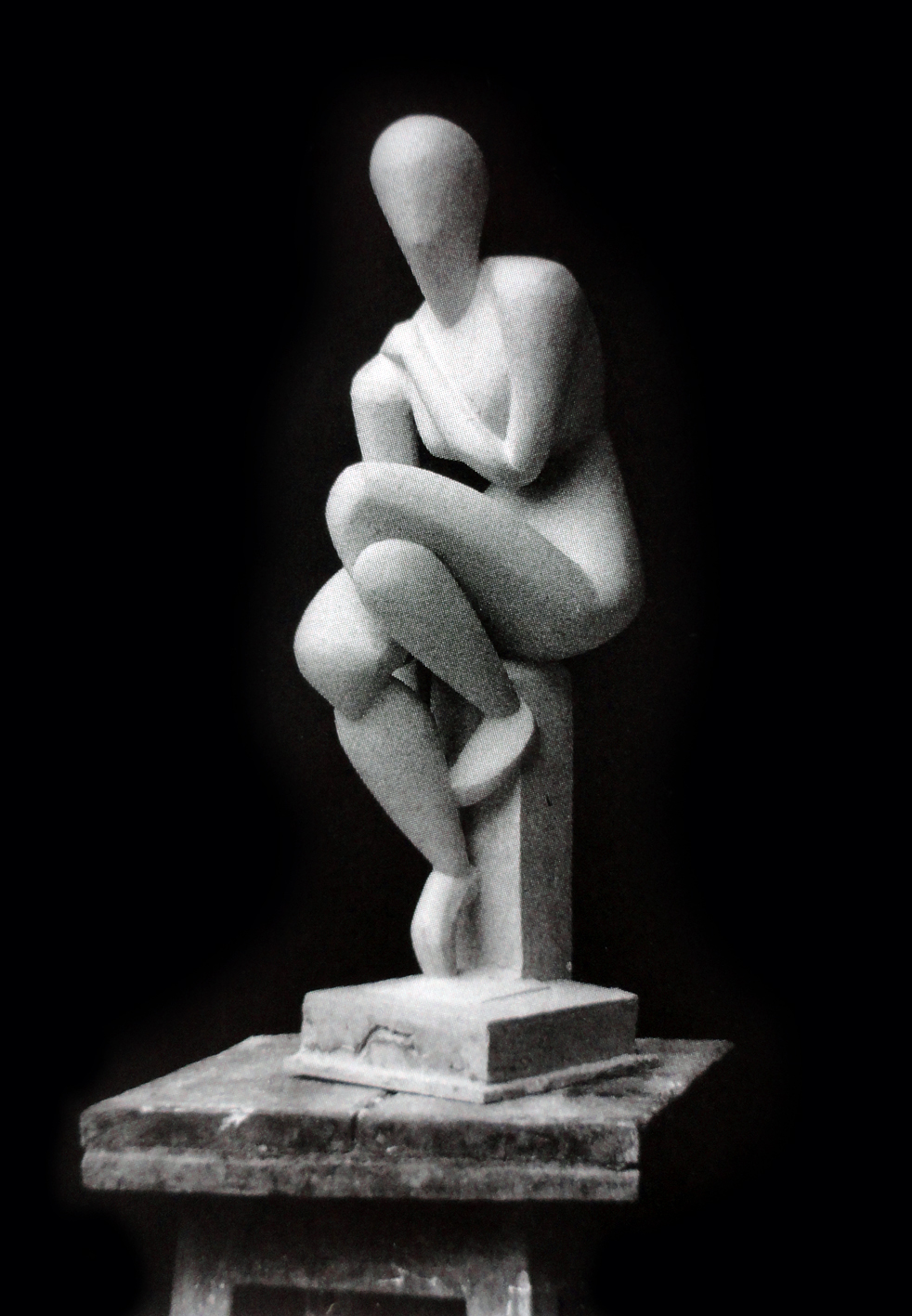
Raymond Duchamp-Villon (1914) Femme assise, gesso
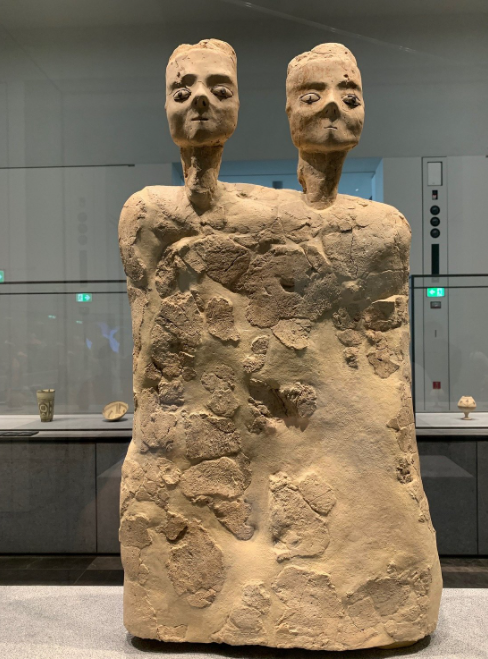
ʿStatue Ain Ghazal, risalenti a circa 9000 anni fa
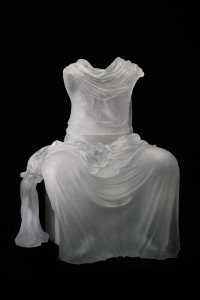
Impressione di abito seduto con drappeggi (2005), di Karen LaMonte
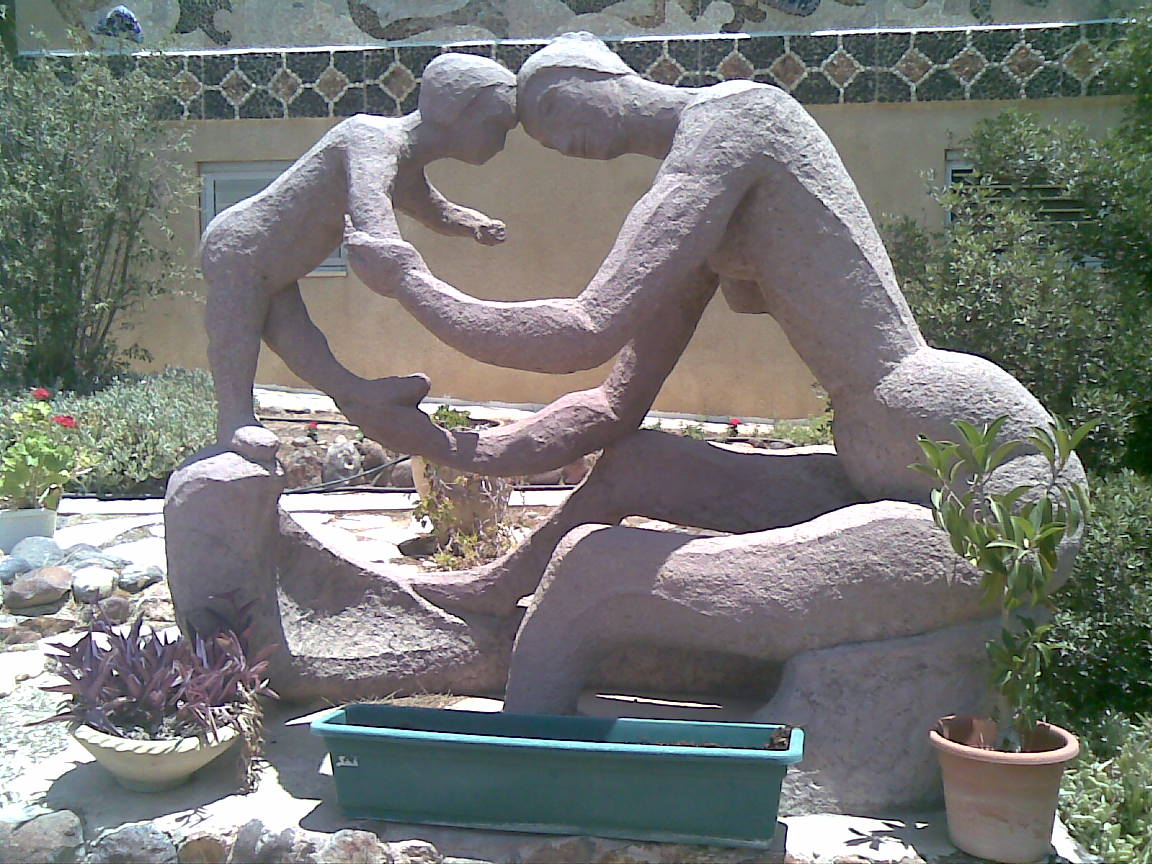
Madre e figlio di Leah Michlson
Pieter Bruegel il Vecchio (1565) I mietitori